# Van-der-waerdensche Permanentenvermutung
Die van-der-waerdensche Permanentenvermutung (englisch van der Waerden permanent conjecture) ist ein berühmter, inzwischen bewiesener mathematischer Lehrsatz, der von dem Mathematiker Bartel Leendert van der Waerden im Jahre 1926 als Vermutung aufgestellt wurde. Sie behauptet eine elementare untere Abschätzung für Permanenten reeller doppelt-stochastischer Matrizen.

## Bestätigung der Vermutung
Van der Waerdens Vermutung stand mehrere Jahrzehnte unbewiesen im Raum und konnte schließlich durch die beiden Mathematiker Georgi P. Jegortschow und Dmitry I. Falikman – die unabhängig voneinander arbeiteten – in den Jahren 1980–1981 bestätigt werden. Es gilt also der folgende Lehrsatz:
Gegeben seien eine natürliche Zahl {\displaystyle n\geq 1} sowie eine reelle doppelt-stochastische Matrix {\displaystyle A\in {\mathbb {R} }^{n\times n}}.

Dann besteht die Ungleichung
{\displaystyle \operatorname {perm} (A)\geq {\frac {n!}{n^{n}}}}.

Dabei gilt in dieser Ungleichung das Gleichheitszeichen dann und nur dann, wenn alle Elemente der Matrix {\displaystyle A} gleich {\displaystyle \textstyle {\frac {1}{n}}} sind.

## Hinweis zur Namensgebung
In der englischsprachigen Fachliteratur wird die oben gegebene Ungleichung mitunter auch als Van der Waerden-Egorychev-Falikman inequality bezeichnet.